# Trofeo Santiago Bernabéu
El Trofeo Santiago Bernabéu es un torneo amistoso que organiza el Real Madrid Club de Fútbol desde su edición inaugural en 1979, dedicado a la memoria de Santiago Bernabéu, exfutbolista y expresidente del club, que se disputa antes del comienzo de cada temporada. Sin embargo, la  edición de 2014 fue cancelada o aplazada, según la versión oficial del club, por sobrecarga en el calendario —el equipo había disputado la Supercopa de España y la Supercopa de Europa ese mismo mes de agosto—, al igual que las de 2019 a 2021.
Un año después del fallecimiento del emblemático mandatario, el entonces presidente del club Luis de Carlos creó el trofeo en su homenaje. Su edición inaugural tuvo lugar entre el 31 de agosto y el 2 de septiembre de 1979 reuniendo además de al equipo anfitrión, a tres de los mejores clubes de Europa: la Associazione Calcio Milan, el Amsterdamsche Football Club Ajax y el Fußball Club Bayern Múnich —vencedor de la primera edición—. Desde entonces se disputa al principio de la nueva temporada futbolística, siendo habitualmente el primer partido que disputa el equipo frente a su afición cada temporada como presentación.
En sus primeras ediciones (1979-82) el torneo fue disputado por cuatro equipos enfrentados en eliminatorias directas, cambiando su formato desde 1983 en la que pasó a disputarse únicamente por dos contendientes, el organizador y un invitado a decisión del propio club. Se dieron tres excepciones en los años 1984, 1986 y 2002 —esta última con motivo del centenario del club— al retomarse el sistema inaugural jugando por cuatro equipos. 
Entre las ediciones más destacadas se encuentra la disputada el 26 de septiembre de 2012 por el simbolismo y trascendencia del mismo para el presidente madridista honorario Alfredo Di Stéfano, al invitar al Millonarios Fútbol Club de Colombia —club donde el jugador militó antes de recalar en el conjunto madrileño—. El encuentro finalizó con victoria local por 8-0 siendo el resultado más abultado en toda la historia del torneo.
Otra de las recordadas fechas del trofeo se produjo el 22 de agosto de 2013 en el enfrentamiento contra el Al-Sadd Sports Club, equipo con el que volvía a Madrid Raúl González y en el que se le rindió un homenaje por su trayectoria como madridista. Los madrileños ganaron por 5-0, anotando Raúl el primer gol tras jugar la primera parte con el Real Madrid C. F. a modo de homenaje, y jugando la segunda parte con su por aquel entonces equipo Al-Sadd Sports Club.
El trofeo fue levantado en más ocasiones por el equipo organizador, el Real Madrid Club de Fútbol, quien lo conquistó en veintiocho ocasiones, seguido del F. C. Bayern Múnich alemán, con tres, siendo este el más laureado entre los únicos siete equipos que consiguieron arrebatarle el trofeo a los madrileños entre los más de veinticinco contendientes distintos en la historia del trofeo. En cuanto al diseño del mismo, fue variado en dos ocasiones: en la edición inaugural y en la del centenario del club, obsequiando al equipo visitante con una pequeña réplica.
En el total de las casi cuarenta ediciones, el Real Madrid C. F. anotó 115 goles en cuarenta y tres partidos disputados, correspondiendo a Juan Gómez Juanito el honor de anotar el primer gol madridista en el trofeo, y a Emilio Butragueño el de máximo goleador histórico, con ocho goles.

## Historial
La primera edición fue conquistada por el Fußball-Club Bayern Múnich, mientras que el Real Madrid Club de Fútbol es el equipo más laureado con veintiocho títulos. Solamente dos finales fueron jugadas por equipos que no eran el Real Madrid C. F. La primera se disputó en 1979 entre el Bayern Múnich de Alemania y el Ajax de Holanda. La segunda y última fue en 1982 entre el Hamburgo S.V. de Alemania y el R.S. Lieja de Bélgica.
Nombres y banderas según la época.
| Edición | Temporada | Campeón              | Resultado      | Subcampeón          | Notas |
| ------- | --------- | -------------------- | -------------- | ------------------- | --- |
| I       | 1979      | F. C. Bayern Múnich  | 2 - 0          | A. F. C. Ajax       | Primera edición entre los más laureados de la Copa de Europa                                              |
| II      | 1980      | F. C. Bayern Múnich  | (5) 1 - 1 (4)  | Real Madrid C. F.   | Primera edición resuelta por penaltis y primera defensa del título                                        |
| III     | 1981      | Real Madrid C. F.    | (4) 0 - 0 (2)  | Alkmaar Zaanstreek  | Primera edición vencida por el organizador                                                                |
| IV      | 1982      | Hamburgo S. V.       | 3 - 1          | R. S. Liège         | Última edición disputada por 4 participantes                                                              |
| V       | 1983      | Real Madrid C. F.    | 3 - 2          | Hamburgo S. V.      | |
| VI      | 1984      | Real Madrid C. F.    | 4 - 1          | F. C. Köln          | Disputada por 4 participantes                                                                             |
| VII     | 1985      | Real Madrid C. F.    | 4 - 2          | F. C. Bayern Múnich | |
| VIII    | 1986      | F. K. Dynamo Kiev    | 3 - 2          | Real Madrid C. F.   | Disputada por 4 participantes                                                                             |
| IX      | 1987      | Real Madrid C. F.    | 6 - 1          | Everton F. C.       | |
| X       | 1988      | Milan A. C.          | 3 - 0          | Real Madrid C. F.   | |
| XI      | 1989      | Real Madrid C. F.    | 2 - 0          | Liverpool F. C.     | |
| XII     | 1990      | Milan A. C.          | 3 - 1          | Real Madrid C. F.   | |
| XIII    | 1991      | Real Madrid C. F.    | 6 - 1          | C. S. D. Colo-Colo  | |
| XIV     | 1992      | A. F. C. Ajax        | 3 - 1          | Real Madrid C. F.   | |
| XV      | 1993      | F. C. Internazionale | (10) 2 - 2 (9) | Real Madrid C. F.   | |
| XVI     | 1994      | Real Madrid C. F.    | 3 - 2          | S. E. Palmeiras     | |
| XVII    | 1995      | Real Madrid C. F.    | 1 - 0          | A. F. C. Ajax       | |
| XVIII   | 1996      | Real Madrid C. F.    | 4 - 0          | S. L. Benfica       | |
| XIX     | 1997      | Real Madrid C. F.    | 1 - 0          | A. A. Portuguesa    | |
| XX      | 1998      | Real Madrid C. F.    | 4 - 0          | C. A. Peñarol       | |
| XXI     | 1999      | Real Madrid C. F.    | 4 - 2          | Milan A. C.         | |
| XXII    | 2000      | Real Madrid C. F.    | 2 - 0          | Santos F. C.        | |
| XXIII   | 2001      | F. C. Internazionale | 2 - 1          | Real Madrid C. F.   | |
| XXIV    | 2002      | F. C. Bayern Múnich  | 2 - 1          | Real Madrid C. F.   | Disputada entre los 4 clubes más laureados de la Copa de Europa con motivo del Centenario del Real Madrid |
| XXV     | 2003      | Real Madrid C. F.    | 3 - 1          | C. A. River Plate   | Homenaje a Alfredo Di Stéfano y a los 30 años de declaración de amistad entre ambos clubes                |
| XXVI    | 2004      | Pumas U. N. A. M.    | 1 - 0          | Real Madrid C. F.   | Homenaje a Hugo Sánchez. Primera edición vencida por un club de fuera de Europa                           |
| XXVII   | 2005      | Real Madrid C. F.    | 5 - 0          | M. L. S. Selection  | |
| XXVIII  | 2006      | Real Madrid C. F.    | 2 - 1          | R. S. C. Anderlecht | |
| XXIX    | 2007      | Real Madrid C. F.    | 2 - 0          | F. K. Partizan      | |
| XXX     | 2008      | Real Madrid C. F.    | 5 - 3          | S. C. de Portugal   | |
| XXXI    | 2009      | Real Madrid C. F.    | 4 - 0          | Rosenborg B. K.     | |
| XXXII   | 2010      | Real Madrid C. F.    | 2 - 0          | C. A. Peñarol       | Homenaje a los 50 años de la primera Copa Intercontinental                                                |
| XXXIII  | 2011      | Real Madrid C. F.    | 2 - 1          | Galatasaray S. K.   | |
| XXXIV   | 2012      | Real Madrid C. F.    | 8 - 0          | Millonarios F. C.   | Homenaje a Alfredo Di Stéfano. Victoria más abultada                                                      |
| XXXV    | 2013      | Real Madrid C. F.    | 5 - 0          | Al-Sadd S. C.       | Homenaje a Raúl González                                                                                  |
| -       | 2014      |                      | No se disputó  |                     | |
| XXXVI   | 2015      | Real Madrid C. F.    | 2 - 1          | Galatasaray S. K.   | |
| XXXVII  | 2016      | Real Madrid C. F.    | 5 - 3          | Stade de Reims      | Homenaje a los 60 años de la primera final de la Copa de Europa                                           |
| XXXVIII | 2017      | Real Madrid C. F.    | 2 - 1          | A. C. F. Fiorentina | Homenaje a los 60 años de la segunda final de la Copa de Europa                                           |
| XXXIX   | 2018      | Real Madrid C. F.    | 3 - 1          | A. C. Milan         | Homenaje a los 60 años de la tercera final de la Copa de Europa                                           |
| -       | 2019      |                      | No se disputó  |                     | |
| -       | 2020      |                      | No se disputó  |                     | |
| -       | 2021      |                      | No se disputó  |                     | |
| -       | 2022      |                      | No se disputó  |                     | |
| -       | 2023      |                      | No se disputó  |                     | |

### Palmarés
| Equipo               | Títulos | Subcamp. | Años campeonatos |
| -------------------- | ------- | -------- | --- |
| Real Madrid C. F.    | 28      | 9        | 1981, 1983, 1984, 1985, 1987, 1989, 1991, 1994, 1995, 1996, 1997, 1998, 1999, 2000, 2003, 2005, 2006, 2007, 2008, 2009, 2010, 2011, 2012, 2013, 2015, 2016, 2017, 2018. |
| F. C. Bayern Múnich  | 3       | 1        | 1979, 1980, 2002 |
| A. C. Milan          | 2       | 2        | 1988, 1990 |
| F. C. Internazionale | 2       | –        | 1993, 2001 |
| A. F. C. Ajax        | 1       | 2        | 1992 |
| Hamburger S. V.      | 1       | 1        | 1982 |
| Pumas U. N. A. M.    | 1       | –        | 2004 |
| F. K. Dinamo Kyiv    | 1       | –        | 1986 |
| C. A. Peñarol        | –       | 2        | |
| Galatasaray S. K.    | –       | 2        | |
| Alkmaar Zaanstreek   | –       | 1        | |
| R. S. Liège          | –       | 1        | |
| F. C. Köln           | –       | 1        | |
| Everton F. C.        | –       | 1        | |
| Liverpool F. C.      | –       | 1        | |
| C. S. D. Colo-Colo   | –       | 1        | |
| S. E. Palmeiras      | –       | 1        | |
| S. L. Benfica        | –       | 1        | |
| A. A. Portuguesa     | –       | 1        | |
| Santos F. C.         | –       | 1        | |
| C. A. River Plate    | –       | 1        | |
| M. L. S. Selection   | –       | 1        | |
| R. S. C. Anderlecht  | –       | 1        | |
| F. K. Partizan       | –       | 1        | |
| S. C. Portugal       | –       | 1        | |
| Rosenborg B. K.      | –       | 1        | |
| Millonarios F. C.    | –       | 1        | |
| Al-Sadd S. C.        | –       | 1        | |
| Stade de Reims       | –       | 1        | |
| A. C. F. Fiorentina  | –       | 1        | |